# 吉村恵里子
吉村 恵里子（よしむら えりこ、1999年7月31日 - ）は、TBSテレビのアナウンサー。大阪府堺市出身。

## 来歴
帝塚山学院泉ヶ丘高等学校、同志社大学経済学部経済学科卒業。大学1年時にセント・フォース関西に所属。その後、2019年度のミスキャンパス同志社にエントリー、グランプリを獲得。大学時代は佐伯アナウンススクールに通う。
2022年4月1日、TBSテレビ入社。同期入社のアナウンサーは古田敬郷。

## 人物・エピソード
- 身長:167cm[1]。
- 血液型:A型[1]。
- 趣味:音楽鑑賞[7]、映画・ドラマ鑑賞、蕎麦屋巡り、日記をつける、ギターの弾き語り、水泳。
- 特技:ボサノバ[8]、ギターの弾き語り（絶対音感を持っている[1][4][9]。Instagramで弾き語りを投稿している[10]。）、歌、モノマネ（シマエナガちゃん、MISIA、倖田來未、中島美嘉）

## 出演番組

### TBS入社後

#### 現在
テレビ
- THE TIME'/THE TIME,：進行キャスター[11]
  - 月 - 木曜日担当：2022年10月3日 - 2023年3月31日
  - 月 - 水曜日担当：2023年4月3日 - 2023年9月29日
  - 月 - 金曜日担当：2023年10月2日 - 2024年9月27日
  - 木 - 金曜日担当：2024年10月9日 -
- JNN NEWS：キャスター
  - 木曜日の午前枠（ 『ラヴィット!』への内包分）担当：2023年4月6日 - 9月28日
    - 『ラヴィット!』本編についても、ニュースキャスター退任後に不定期で出演。2024年頃からは出演者による音楽関連のテーマのチャレンジ企画の判定としてスタジオに登場。VTRコーナーでは 「東ブクロ、別荘を買う。」（さらば青春の光の東ブクロが父親への親孝行として行っている別荘購入企画）のロケ進行や「ニューヨーク不動産」（木曜分の本編コーナー）のナレーションの一部を担当。

  - 土曜日の早朝枠（5時台）・昼前枠（11時台）担当：2024年10月13日 - 2025年3月29日 
    - 土曜日には2024年4月から、『土曜朝6時 木梨の会。』（TBSラジオの生放送番組）のアシスタントを週替わりで務めている（詳細後述）。このような事情から、実際に担当するのは同番組へ出演しない週で、出演する週には小沢光葵などの先輩アナウンサーが担当。
    - 月曜ニュースキャスター（2025年3月31日〜）
- Nスタ（2024年10月7日 - 2025年3月30日 ）：日曜版メインキャスター（先輩アナウンサーの出水麻衣と共同で担当）
  - 日曜日の午後に放送される『TBS NEWS』（関東ローカル向けの定時ニュース）のキャスターと兼務。
  - 日曜日には2023年12月31日にも、年末編成に伴う短縮版で、出水と共にキャスターを任されていた。
  - 月曜、火曜キャスター（2025年3月31日〜）
- ひるおび（2024年10月9日 - 2025年3月26日）：午前担当水曜→火曜（2025年4月1日〜）
- OAを見た後に…語らナイト（2024年4月20日から毎週土曜日→日曜日の未明に放送中の30分番組）
  - TBSテレビが制作している連続ドラマから1つの作品を、同局の現職アナウンサーが1話分鑑賞したうえで、その作品のPRを兼ねて「パジャマトーク」を展開する番組。初出演は『くるり〜誰が私と恋をした?〜』を取り上げた第1回（当時は青森テレビとの2局ネットで放送）で、先輩アナウンサーの日比麻音子・佐々木舞音と揃って登場した。

ラジオ
- 土曜朝6時 木梨の会。（2024年4月 - ）：週替わりアシスタント
  - 出身地の大阪府内ではラジオ大阪（TBSラジオが幹事を務めるJRNの非加盟局）が同時ネットを実施している生放送番組で、2024年3月まで担当していた篠原梨菜の後任として、先輩アナウンサーの山形純菜・近藤夏子と週替わりで出演。
  - 2024年10月以降は、アシスタントを務めない週の土曜日に、前述した『JNN NEWS』のキャスターを任されている。

YouTube
- GAME × GAME powered by TBS【ガメガメ。】（不定期）
  - 元々はTBSテレビアナウンサーとしての先輩で、同社新規IP開発部内の「eスポーツ研究所」所員を兼務していた宇内梨沙が2020年に立ち上げたYouTubeチャンネルで、チャンネル名が『宇内梨沙/うなポンGAMES』だった2022年頃から一部の企画に登場。日比が『ガメガメ。』への参加を始めた2024年5月以降は、歌の上手さを買われて、日比とのコンビで「ビンゴカラオケ企画」に臨むことが多い。

#### 過去
テレビ
- 日曜劇場『ラストマン-全盲の捜査官-』第6話（2023年5月28日） - 中継リポーター役
- 火曜ドラマ『18/40〜ふたりなら夢も恋も〜』第4話（2023年8月1日）- ラジオ番組の出演者役
- KAT-TUNの食宝ゲッットゥーン（2023年4月 - 2024年3月）：進行
- イベントGO!（2023年度）
- 報道特集（2025年1月12日） - ニュースキャスター[12]
- 報道1930 （2025年2月25日） 出水麻依の代理

ラジオ
いずれも、アシスタントを担当している先輩アナウンサーの休演に伴う代演。
- 土曜ワイドラジオTOKYO ナイツのちゃきちゃき大放送（2023年3月18日）
- 中野浩一のフリートーク（2023年10月28日）
- ジェーン・スー 生活は踊る（2023年10月31日）

### TBS入社前
- 知られざるガリバー〜エクセレントカンパニーファイル〜（テレビ東京、2020年4月11日） - 同志社大学在学中に「ファイリングリポーター」として出演[5][13]

## その他
- 一日警察署長 赤坂警察署（2024年3月23日）[14][15]
- blt graph.グラビア（2024年7月） [16]
- コラム マガジンハウス『&Premium』の連載企画「&EYES」（2025年）[17]